# Theridion teliferum
Theridion teliferum är en spindelart som beskrevs av Simon 1895. Theridion teliferum ingår i släktet Theridion och familjen klotspindlar.
Artens utbredningsområde är Sri Lanka. Inga underarter finns listade i Catalogue of Life.